# دراغان دورديفيك
دراغان دورديفيك هو سياسي صربي، ولد في 1970.